# بینگول

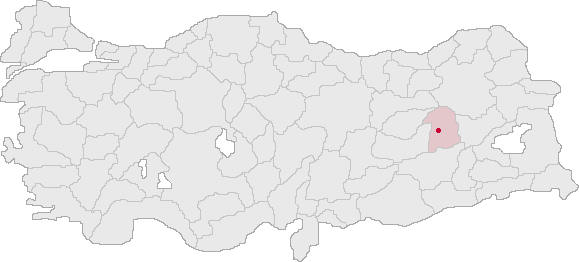
محل شهر بینگول در استان بینگول و نقشهٔ ترکیه.

بینگول (به کردی زازاکی: Çolig، ارمنی: Ճապաղաջուր، کردی کرمانجی: Çewlik) از شهرهای کردنشین شرق آناتولی و مرکز استان بینگول ترکیه است. جمعیت این شهر در سال ۲۰۰۹ میلادی ۸۹٫۴۶۳ نفر بود.
بینگول تا سال ۱۹۵۰ به نام چاباق‌جور معروف بود. نام چاباق‌چور از نام ارمنی این شهر یعنی Ճապաղաջուր (جاپاق‌جور) گرفته‌شده که به معنای «آب خروشان و چابک» است.
مرکز تست هوش ترکیه در تحقیقاتی مدعی شد که در سال ۲۰۲۴، اهالی این شهر، از پایین‌ترین میانگین سطح آی‌کیو در میان شهرهای ترکیه برخوردار هستند.